# Leptotarsus picturellus
Leptotarsus picturellus är en tvåvingeart som först beskrevs av Alexander 1941.  Leptotarsus picturellus ingår i släktet Leptotarsus och familjen storharkrankar.
Artens utbredningsområde är Ecuador. Inga underarter finns listade i Catalogue of Life.